# Nils Hellsten (fäktare)
Nils Erik Hellsten, född 19 februari 1886 i Stockholm, död 12 april 1962 i Katarina församling i Stockholm, var en svensk militär samt gymnastikdirektör vid Gymnastiska centralinstitutet, fäktinstruktör och tävlingsfäktare. Han var sekreterare i Svenska Fäktförbundet, medlem av Riksidrottsförbundets överstyrelse och av dess förvaltningsutskott.
Nils Hellsten var son till bokförläggaren Johan Erik Hellsten. Han blev underlöjtnant vid Upplands infanteriregemente 1908, övergick 1926 på övergångstat 1926 och utnämndes 1936 till major vid samma regemente. Hellsten avlade 1917 gymnastikdirektörsexamen vid Gymnastiska centralinstitutet, blev samma år lärare där i gymnastik och idrott, ordinarie lärare i lek och idrott 1920 och var överlärare 1927–1934. 1921 var han elev vid franska arméns fäktskola i Joinville-le-Pont och vid italienska arméns skola för fysisk fostran i Farnesia. I ungdomen var han en god gymnast och deltog bland annat i svenska gymnastiktruppen vid Nordiska spelen 1913. Som fäktare vann han sin första större tävling 1913, blev 1917 svensk mästare i värja och 1919 och 1920 på värja och florett samt innehade nordiska mästerskapet på värja 1923–1928.
Hellsten tog brons i den individuella värjfäktningen i olympiska sommarspelen 1924  och deltog även i OS 1920 och 1928. Han tog fem individuella SM-guld, tre i värja och två i florett. Han representerade klubben FFF.
Han utgav bland annat “Vägledning vid undervisning i florettfäktning med avdelning” (1922), i sabelfäktning (1923) och i värjfäktning (1925), ”Kortfattad lärobok i allmän idrott” (1928), ”Fäkt-instruktion” (1933) och “Fri idrott” (1934).
Nils Hellsten är begravd på Norra begravningsplatsen utanför Stockholm. Han var far till Stig Hellsten.